# B-Junioren-Bundesliga 2017/18
Die Saison 2017/18 der B-Junioren-Bundesliga war die elfte Spielzeit der B-Junioren-Bundesliga.
Sie wurde wie schon in den vorhergehenden zehn Spielzeiten in den Staffeln Nord/Nordost, Süd/Südwest und West ausgetragen. Am Saisonende spielen die drei Staffelsieger sowie der Vizemeister der Staffel West um die deutsche B-Jugend-Meisterschaft. Das Halbfinale wird im Hin- und Rückspiel, das Finale wird in einem Spiel ausgetragen. Die drei letztplatzierten Mannschaften der drei Staffeln stiegen in die untergeordneten Ligen ab.
Als amtierender deutscher Meister ging der FC Bayern München in die Saison.

## Staffel Nord/Nordost

### Tabelle
| Pl.               | Verein                 | Sp. | S  | U  | N  | Tore    | Diff. | Punkte |
| ----------------- | ---------------------- | --- | -- | -- | -- | ------- | ----- | ------ |
| 1.                | RB Leipzig             | 26  | 21 | 2  | 3  | 072:190 | +53   | 65     |
| 2.                | Hertha BSC             | 26  | 21 | 1  | 4  | 082:340 | +48   | 64     |
| 3.                | Hamburger SV           | 26  | 18 | 5  | 3  | 071:240 | +47   | 59     |
| 4.                | VfL Wolfsburg          | 26  | 16 | 6  | 4  | 055:210 | +34   | 54     |
| 5.                | Werder Bremen (S)      | 26  | 15 | 4  | 7  | 068:360 | +32   | 49     |
| 6.                | Hannover 96 (N)        | 26  | 9  | 7  | 10 | 037:400 | −3    | 34     |
| 7.                | FC St. Pauli           | 26  | 9  | 5  | 12 | 047:540 | −7    | 32     |
| 8.                | Energie Cottbus (N)    | 26  | 7  | 10 | 9  | 047:450 | +2    | 31     |
| 9.                | Holstein Kiel          | 26  | 8  | 6  | 12 | 040:620 | −22   | 30     |
| 10.               | Dynamo Dresden         | 25  | 8  | 4  | 13 | 041:570 | −16   | 28     |
| 11.               | 1. FC Union Berlin     | 26  | 7  | 3  | 16 | 038:730 | −35   | 24     |
| 12.               | 1. FC Magdeburg        | 26  | 6  | 3  | 17 | 029:630 | −34   | 21     |
| 13.               | Eintracht Braunschweig | 26  | 3  | 5  | 18 | 023:610 | −38   | 14     |
| 14.               | Eimsbütteler TV (N)    | 26  | 3  | 1  | 22 | 022:830 | −61   | 10     |
| Stand: Saisonende |                        |     |    |    |    |         |       |        |

| (S) | Staffelsieger der Vorsaison     |
| (N) | Aufsteiger aus der Regionalliga |

### Torschützenliste
|    |                                     | Spieler           | Verein        | Tore |
| -- | ----------------------------------- | ----------------- | ------------- | ---- |
| 1. | Deutschland                         | Lazar Samardžić   | Hertha BSC    | 24   |
| 2. | Deutschland                         | Fabrice Hartmann  | RB Leipzig    | 21   |
| 3. | Bosnien und Herzegowina Deutschland | Malik Memišević   | Werder Bremen | 20   |
| 4. | Turkei Deutschland                  | Emincan Tekin     | Hertha BSC    | 18   |
| 5. | Deutschland                         | Serkan Dursun     | FC St. Pauli  | 15   |
| 5. | Norwegen                            | Noah Jean Holm    | RB Leipzig    | 15   |
| 5. | Schweiz                             | Ruwen Werthmüller | Hertha BSC    | 15   |

## Staffel West

### Tabelle
| Pl.               | Verein                   | Sp. | S  | U | N  | Tore    | Diff. | Punkte |
| ----------------- | ------------------------ | --- | -- | - | -- | ------- | ----- | ------ |
| 1.                | Borussia Dortmund        | 26  | 20 | 5 | 1  | 088:220 | +66   | 65     |
| 2.                | Bayer 04 Leverkusen      | 26  | 17 | 5 | 4  | 055:210 | +34   | 56     |
| 3.                | FC Schalke 04 (S)        | 26  | 15 | 9 | 2  | 048:160 | +32   | 54     |
| 4.                | Borussia Mönchengladbach | 26  | 16 | 3 | 7  | 058:350 | +23   | 51     |
| 5.                | 1. FC Köln               | 26  | 14 | 4 | 8  | 059:240 | +35   | 46     |
| 6.                | VfL Bochum               | 26  | 13 | 6 | 7  | 034:220 | +12   | 45     |
| 7.                | Arminia Bielefeld        | 26  | 10 | 6 | 10 | 031:340 | −3    | 36     |
| 8.                | Fortuna Düsseldorf       | 26  | 10 | 5 | 11 | 030:290 | +1    | 35     |
| 9.                | Preußen Münster (N)      | 26  | 5  | 7 | 14 | 023:370 | −14   | 22     |
| 10.               | MSV Duisburg             | 26  | 6  | 4 | 16 | 023:430 | −20   | 22     |
| 11.               | SG Unterrath (N)         | 26  | 4  | 9 | 13 | 019:520 | −33   | 21     |
| 12.               | Hombrucher SV            | 26  | 6  | 3 | 17 | 024:620 | −38   | 21     |
| 13.               | FC Viktoria Köln         | 26  | 4  | 6 | 16 | 026:600 | −34   | 18     |
| 14.               | Alemannia Aachen (N)     | 26  | 4  | 4 | 18 | 015:760 | −61   | 16     |
| Stand: Saisonende |                          |     |    |   |    |         |       |        |

| (S) | Staffelsieger der Vorsaison     |
| (N) | Aufsteiger aus der Verbandsliga |

### Torschützenliste
|    |                                     | Spieler           | Verein              | Tore |
| -- | ----------------------------------- | ----------------- | ------------------- | ---- |
| 1. | Deutschland                         | Youssoufa Moukoko | Borussia Dortmund   | 37   |
| 2. | Deutschland                         | Rene Biskup       | FC Schalke 04       | 21   |
| 3. | Jordanien                           | Alaa Bakir        | Borussia Dortmund   | 14   |
| 4. | Bosnien und Herzegowina Deutschland | Elmin Herić       | 1. FC Köln          | 12   |
| 4. | Deutschland                         | Christopher Scott | Bayer 04 Leverkusen | 12   |

## Staffel Süd/Südwest

### Tabelle
| Pl.               | Verein                  | Sp. | S  | U | N  | Tore    | Diff. | Punkte |
| ----------------- | ----------------------- | --- | -- | - | -- | ------- | ----- | ------ |
| 1.                | FC Bayern München (S,M) | 26  | 18 | 7 | 1  | 093:200 | +73   | 61     |
| 2.                | VfB Stuttgart           | 26  | 18 | 7 | 1  | 086:320 | +54   | 61     |
| 3.                | TSG 1899 Hoffenheim     | 26  | 18 | 2 | 6  | 071:240 | +47   | 56     |
| 4.                | 1. FSV Mainz 05         | 26  | 13 | 7 | 6  | 074:350 | +39   | 46     |
| 5.                | Eintracht Frankfurt     | 26  | 12 | 5 | 9  | 056:510 | +5    | 41     |
| 6.                | 1. FC Nürnberg (N)      | 26  | 11 | 8 | 7  | 042:380 | +4    | 41     |
| 7.                | 1. FC Heidenheim (N)    | 26  | 8  | 9 | 9  | 040:440 | −4    | 33     |
| 8.                | SpVgg Unterhaching      | 26  | 9  | 6 | 11 | 041:520 | −11   | 33     |
| 9.                | Karlsruher SC           | 26  | 8  | 4 | 14 | 021:400 | −19   | 28     |
| 10.               | FC Augsburg             | 26  | 8  | 4 | 14 | 038:620 | −24   | 28     |
| 11.               | Stuttgarter Kickers     | 26  | 6  | 9 | 11 | 034:590 | −25   | 27     |
| 12.               | 1. FC Kaiserslautern    | 26  | 7  | 2 | 17 | 023:550 | −32   | 23     |
| 13.               | SC Freiburg             | 26  | 5  | 3 | 18 | 027:780 | −51   | 18     |
| 14.               | SV Elversberg 07 (N)    | 26  | 3  | 3 | 20 | 018:740 | −56   | 12     |
| Stand: Saisonende |                         |     |    |   |    |         |       |        |

| (S) | Staffelsieger der Vorsaison                         |
| (M) | Deutscher Meister der Vorsaison                     |
| (N) | Aufsteiger aus der Regional-, Ober- oder Bayernliga |

### Torschützenliste
|    |                    | Spieler              | Verein              | Tore |
| -- | ------------------ | -------------------- | ------------------- | ---- |
| 1. | Deutschland        | Leon Dajaku          | VfB Stuttgart       | 23   |
| 2. | Angola Deutschland | Jabez Makanda Maleko | 1. FC Nürnberg      | 22   |
| 3. | Deutschland        | Oliver Batista-Meier | FC Bayern München   | 20   |
| 4. | Deutschland        | Bleart Dautaj        | TSG 1899 Hoffenheim | 18   |
| 4. | Deutschland        | Benedict Hollerbach  | FC Bayern München   | 18   |

|

## Endrunde um die deutsche B-Junioren-Meisterschaft 2018
Folgende Mannschaften qualifizierten sich sportlich für die Endrundenspiele:
| - Meister der Staffel Nord/Nordost: RB Leipzig - Meister der Staffel West: Borussia Dortmund - Vizemeister der Staffel West: Bayer 04 Leverkusen - Meister der Staffel Süd/Südwest: FC Bayern München |

### Halbfinale
|                     | Gesamt |                   | Hinspiel | Rückspiel |
| ------------------- | ------ | ----------------- | -------- | --------- |
| FC Bayern München   | 5:0    | RB Leipzig        | 3:0      | 2:0       |
| Bayer 04 Leverkusen | 1:3    | Borussia Dortmund | 1:1      | 0:2       |

### Finale
| FC Bayern München                                        | FC Bayern München | Borussia Dortmund | Borussia Dortmund |
| -------------------------------------------------------- | --- | --- | ----------------- |
| FC Bayern München                                        | \| 17. Juni 2018 um 13:00 Uhr in München (FC Bayern Campus) \| \| Ergebnis: 2:3 (1:1) \| \| Zuschauer: 2.500 \| \| Schiedsrichter: Benedikt Kempkes \| \| Spielbericht \| | \| 17. Juni 2018 um 13:00 Uhr in München (FC Bayern Campus) \| \| Ergebnis: 2:3 (1:1) \| \| Zuschauer: 2.500 \| \| Schiedsrichter: Benedikt Kempkes \| \| Spielbericht \| | Borussia Dortmund |
| FC Bayern München                                        | Jakob Mayer – Jonas Kehl (80. Jalen Hawkins), Yannick Brugger, Fabian Cavadias (76. Louis Poznański), Ryan Johansson – Jahn Herrmann, Malik Tillman – Angelo Stiller, Benedict Hollerbach (69. Justin Butler), Oliver Batista-Meier – Joshua Zirkzee Cheftrainer: Holger Seitz | Dominik Schönnenbeck – Emir Terzi, Nico Lübke, Ramzi Ferjani, Mert Göckan – Felix Schlüsselburg, Rilind Hetemi (53. Samuel Örs) – Alaa Bakir (80. Arian Berisha), Immanuël Pherai (80. Albin Thaqi), Malte Wengerowski (72. Ware Pakia) – Youssoufa Moukoko Cheftrainer: Sebastian Geppert | Borussia Dortmund |
| FC Bayern München                                        | 1:1 Zirkzee (27.) 2:2 Herrmann (48., Elfmeter) | 0:1 Pherai (22.) 1:2 Pherai (42.) 2:3 Moukoko (76.) | Borussia Dortmund |
| FC Bayern München                                        | Herrmann (3.) | Ferjani (47.) | Borussia Dortmund |
| FC Bayern München                                        | Zirkzee (77.) | Örs (77.) | Borussia Dortmund |
| 17. Juni 2018 um 13:00 Uhr in München (FC Bayern Campus) | | |                   |
| Ergebnis: 2:3 (1:1)                                      | | |                   |
| Zuschauer: 2.500                                         | | |                   |
| Schiedsrichter: Benedikt Kempkes                         | | |                   |
| Spielbericht                                             | | |                   |